# Seleukia

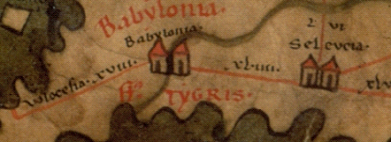
Seleukia na Peutingerově mapě ze 4. století n. l.

Seleukia (starořecky Σελεύκεια tj. Seleukéia, také Seleukia nad Tigridem) bylo významné starověké město v Mezopotámii, na území dnešního Iráku, v oblasti Bagdádu.

## Historie
Město na ploše 5,5 km² založil kolem roku 305 př. n. l. makedonský vojevůdce a první vládce Seleukovské říše Seleukos I. Níkátór. Podle starověkých textů žilo v Seleukii nad Tigridem 600 000 obyvatel a byla patrně větší než Antiochie nad Orontem. Město okupovalo a vypálilo je římské vojsko císaře Traiana roku 117 n. l. po  dobytí Mezopotámie.  Následující rok je císař Hadrianus postoupil Parthům, a poté bylo přestavěno v parthském stylu. Roku 165 n. l. je zničil Lucius Verus, resp. jeho generál Avidius Cassius, stejně jako protilehlý Ktésifón.
O více než šedesát let později perský král Ardašír I. založil za řekou nové město Veh-Ardašír, o kterém se dlouho věřilo, že se nachází v Seleukii, ale italský archeologický výzkum ukázal nové stavby, oddělené od Seleucie i Ktésifónu.
Křesťanské církve působily v Mezopotámii od 1. století a ve 3. nebo 4. století se Seleukia stala jejich důležitým centrem.
Po tolerančním ediktu sásánského perského krále Jazdkarta I., který dočasně ukončil 70leté pronásledování křesťanů, se zbývající křesťané zavázali církev reorganizovat a posílit. Rada Seleukia-Ktésifón se sešla při synodu v roce 410 za předsednictví zdejšího biskupa Mar Izáka. Nejdůležitějším rozhodnutím bylo prohlášení biskupa ze Seleukie-Ktésifonu za primase východní církve a udělení titulu katolík. Synod také potvrdil závěry Nikajského koncilu a schválil Nikajské vyznání víry. 
Ke konci vlády Jazdegerda I. byli křesťané v roce 420 znovu pronásledováni. Biskup Dadyeš v roce 421 trpěl během pronásledování a byl uvězněn, po propuštění rezignoval a opustil Seleukii, sásánovská monarchie přijala perské křesťany, že nejsou ovlivněni římským nepřítelem.

## Památky
Jeho stavby a další umělecké památky, odhalené archeologickými výzkumy, se řadí k řeckému, parthskému a sásánovskému umění. 

Město bylo znovu objeveno a prozkoumáno archeologickými výzkumy z let 1927–1932, 1936–1937, 1964–1968, 1985–1989, které vedli archeologové Leroy Waterman, Clark Hopkins, Antonio Invernizzi a Giorgio Gullini.

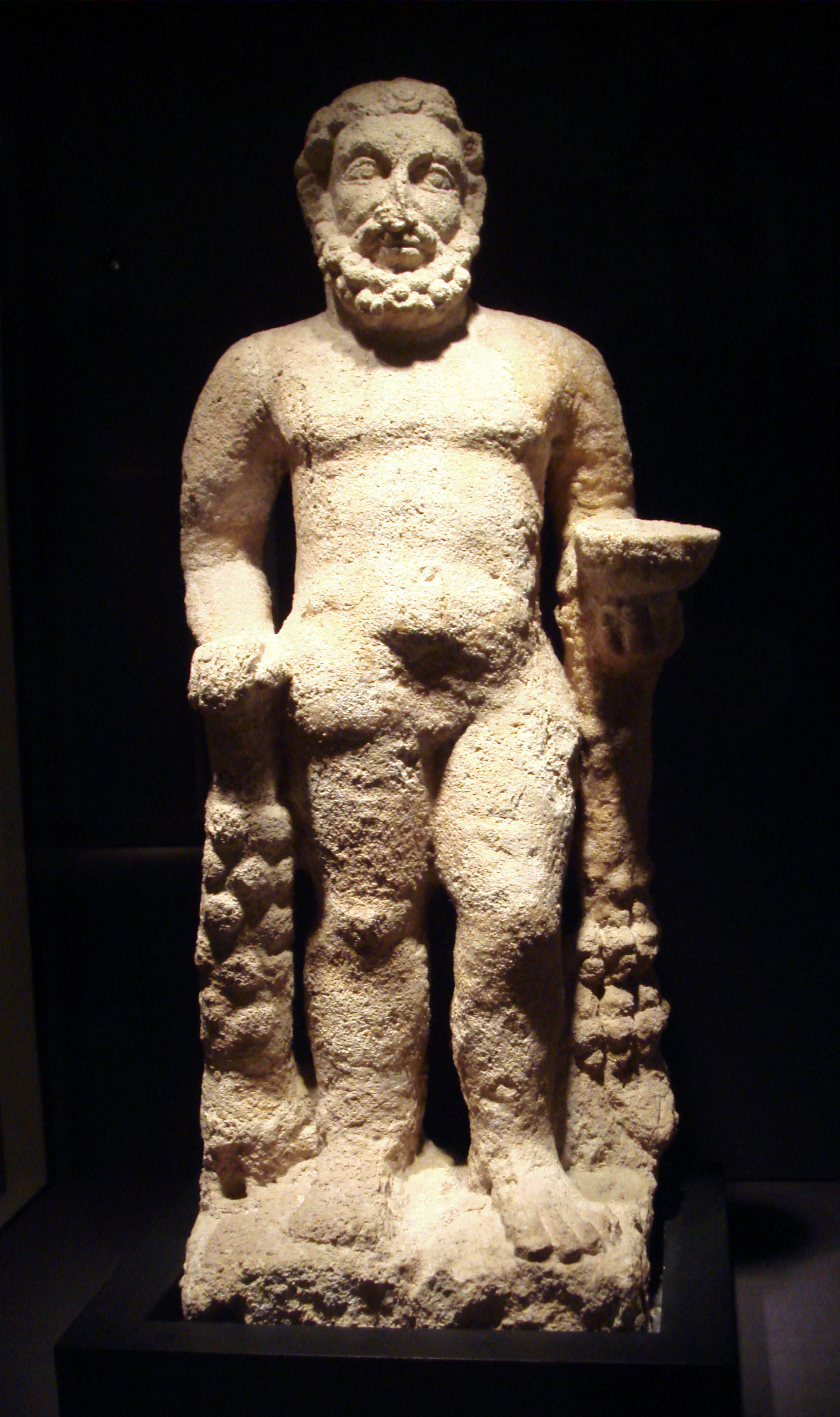
Héraklés z parthského období, 1.–2. stol. n. l.
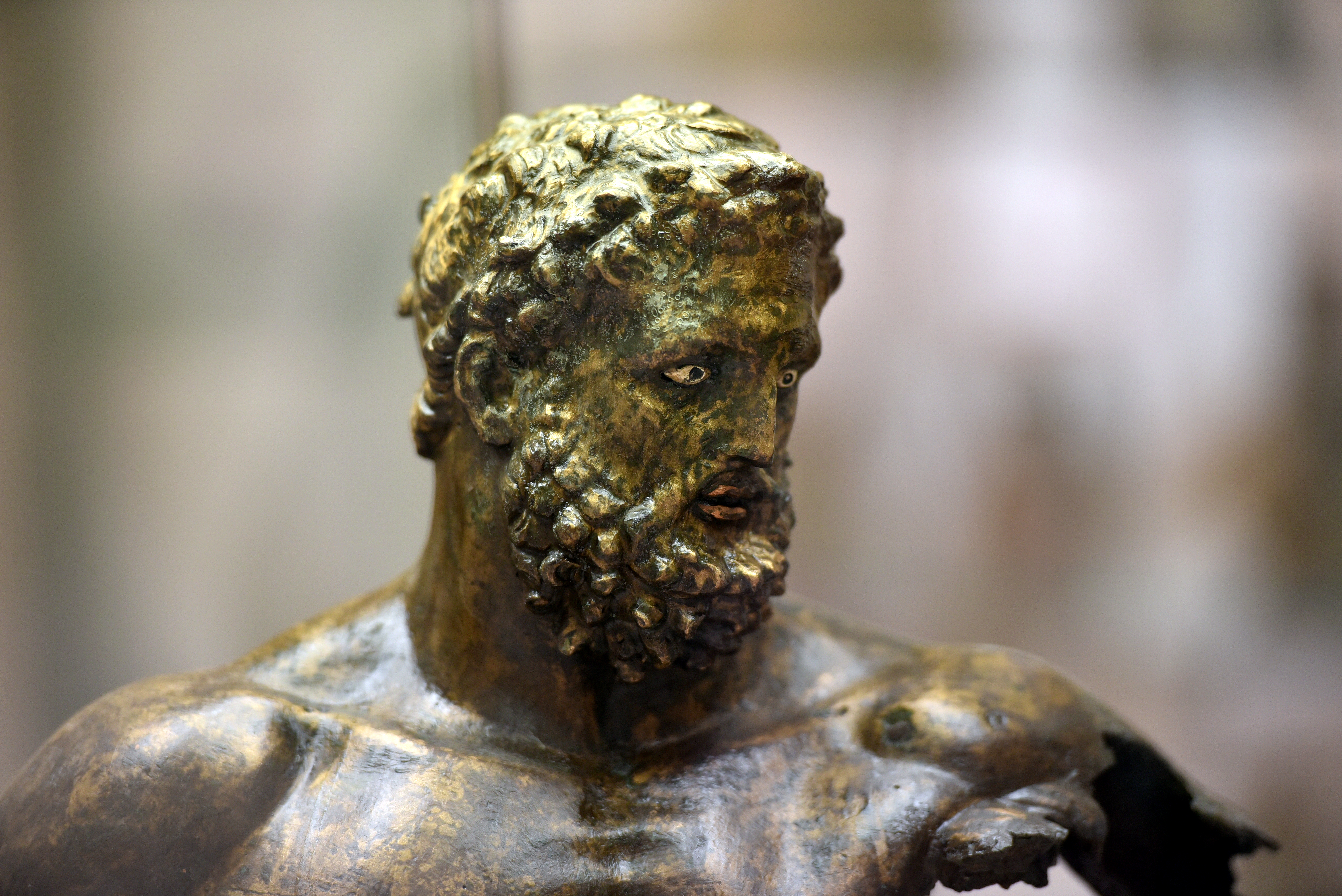
Horní část bronzové sochy Hérakla z Mesene.
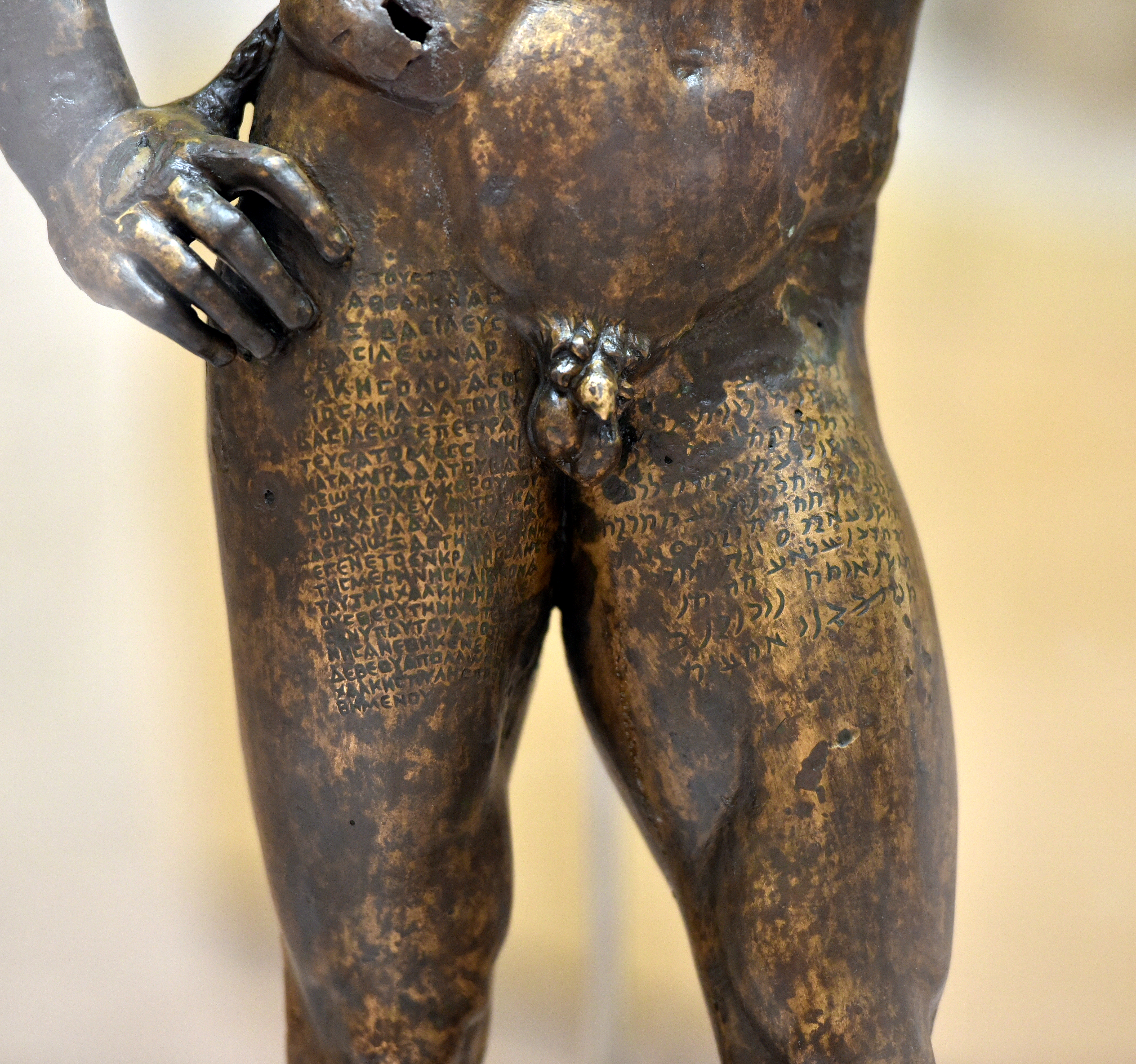
Dolní část bronzové sochy Hérakla zobrazující stehna. Pravé stehno má nápis v řečtině, levé stehno nápis v parthštině
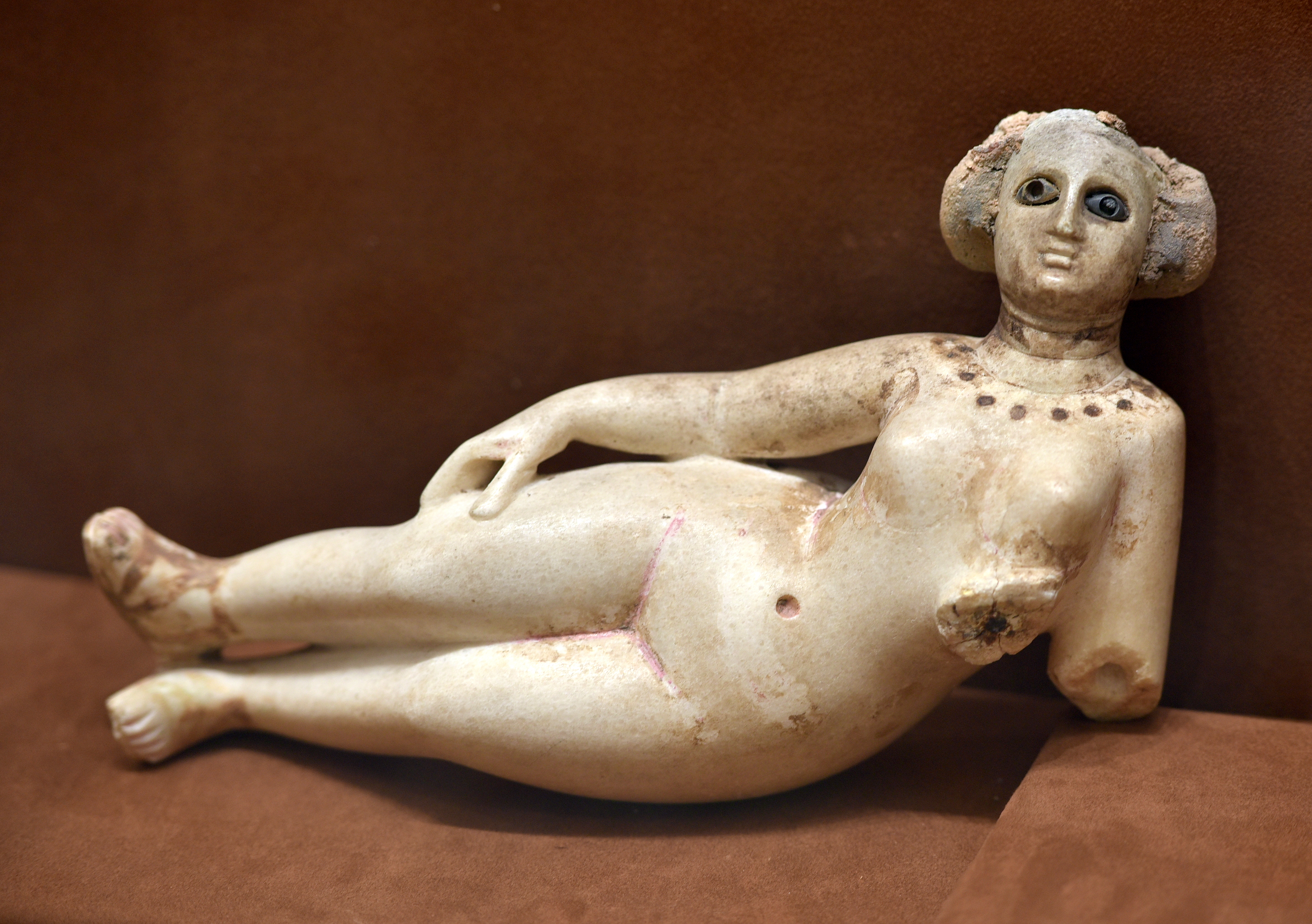
Nahá žena, 3.–2. stol. př. n. l., Irácké muzeum